# Bjärets naturreservat
Bjärets naturreservat är ett naturreservat i Höörs kommun i Skåne län.
Området är naturskyddat sedan 2010 och är 70 hektar stort. Det ligger nordväst om Höör söder om sjön Dagstorpssjön och består av Bokträd och enbuskar.